# Chicoana (departament)
Departament Chicoana (hiszp. Departamento Chicoana) – departament położony jest w centralnej części prowincji Salta. Stolicą departamentu jest Chicoana. W 2010 roku populacja departamentu wynosiła 20710. 
Departament Chicoana graniczy z sześcioma innymi departamentami prowincji: La Viña, Cerrillos, Rosario de Lerma, Cachi, San Carlos i Capital.
Przez środek departamentu z zachodu na wschód przepływa rzeka Rio Escoipe przechodząca w Rio Chicoana, która wpada do Rio Arias bezpośrednio przed zbiornikiem Cobra Carral.
Przez departament przebiega Droga krajowa 68 oraz Droga prowincjonalna 33 (Ruta Provincial 33), Droga prowincjonalna 39 (Ruta Provincial 39) i Droga prowincjonalna 62 (Ruta Provincial 62). Droga prowincjonalna 33 prowadzi z departamentu Cachi wzdłuż granicy północnej Parku Narodowego Los Cardones do El Carril. Jest jedną z najbardziej widowiskowych tras turystycznych północnej części Argentyny.
W skład departamentu wchodzą m.in. miejscowości: Chicoana, El Carril, Escoipe, Viñaco.